# La Teja Pride
La Teja Pride (estilizado latejapride*) es un colectivo y banda de hip hop alternativo de Montevideo, Uruguay, fuertemente vinculada a los caminos más libres del género, lo que los ha llevado a enriquecer sus beats con elementos tan dispares como baterías drum and bass, clímax provenientes del down tempo, líneas de bajo del funk, guitarras del soul, algo de rock, coqueteos con el hip hop hardcore, ritmos pegadizos y redundantes con raíces en el dub, y un gran etc. La banda ha estado formada por un sinnúmero de músicos, siendo los únicos que se mantienen desde el principio los hermanos Edgardo (Davich) y Leonard (Leonidas) Mattioli.

## Historia
La historia de La Teja Pride, si se toman en cuenta sus grabaciones como puntos de referencia, podría dividirse en cuatro grandes momentos: el absoluto under (con un gran número de EP y otras grabaciones independientes, 1997-2002), y a partir de su primer disco editado por un sello, etapas nombradas por cada álbum: Filosofías de Insomnio (2002-2004), Tiempos Modernos (2005-2006), Efecto Dominó (2007-2008), y Nómades (2009-actualidad).

### El absoluto under (1997-2002)
La Teja Pride da sus primeros pasos a finales del año 1997, aprovechando un momento en que el género del hip hop se encontraba ampliamente promocionado, sobre todo por la cadena MTV. Es en ese momento que comienzan a tomar escenarios por asalto, con más ganas y buenas intenciones que buen sonido. Esta acotación en el sonido se debe a que desde el comienzo La Teja Pride esta fuertemente condicionado por las herramientas tecnológicas que los miembros de la banda tienen a su alcance. Estos primeros tiempos el motor rítmico de la banda estaba compuesto por una Commodore Amiga 1200, un sampler de 8 bits y una caja de ritmos Boss Dr 5. El sonido de la banda era básico, baterías bien marcadas, samples de jazz y blues, y bajos simples al borde de la saturación (más una característica de cómo les gustaba mezclar su música en esos años que una limitación técnica).
Su primer demo data de 1998/99, producido por Maneco, miembro de la banda uruguaya Elefante (actual Rendher). En el abundaban los guiños al funk, ya que los tracks estaban poblados de sampleos provenientes de esos ritmos. Este trabajo les permitió ir presentándose por cuantas radios les abrieran las puertas, las cuales fueron primordialmente radios comunitarias (relación que los marca hasta el día de hoy) y el programa Mundo Cañón, de la mítica X FM.
Originalmente la formación cuenta con cinco personas, pero el núcleo central de esta época termina reduciéndose a tres, Davich y Leonidas (los mencionados hermanos Mattioli) como MCs, y DJ Irish (Leonardo Rodríguez); en lo que es la expresión clásica del hip hop (quizás el único convencionalismo al que recurrirían): dos MCs y un DJ.
Por esta época la banda se movía principalmente en escenarios de su nativa ciudad de Montevideo, coqueteando con la escena del punk hardcore; participando con su rap en conciertos poblados de bandas de ese estilo. El medio de transporte eran los autobuses públicos, llevando mixers y bandejas Technics bajo el brazo, vinilos y minidiscs en mochilas.
Durante los años 2000 y 2001 participan de la aventura denominada Oeste Pro Funk, macro-colectivo de bandas y solistas de hip hop, que intentan impulsarse mutuamente. OPF saca un disco con temas de todos sus integrantes, los que eran los propios de La Teja Pride, la banda Contra las Cuerdas, y los MCs DRRVI (Nicolás Barragán, hoy día conocido solo por su apellido, y actual integrante de La Teja Pride) y Canona (exintegrante de Critical Zone).

### Filosofías de Insomnio (2002-2004)
El 2002 fue un año de transformaciones profundas para La Teja Pride, empezando por su alineación. La banda se compuso de Marcelo “Gezzio” Geninazzio como DJ, Ismael Carnales en los samplers, Leonidas como MC, y Davich como MC y beatmaker. El sonido de la banda se vincula cada vez más con una especie de relectura del down tempo y sus diferentes variantes (trip hop, jazz, chill out, etc), hecho que se refleja en las presentaciones en vivo, en las que poblaban su set con largos y lentos interludios instrumentales, los que separaban entre sí a los adrenalínicos temas donde los MCs eran el centro de atención. Es en este contexto donde se conceptualiza, graba y distribuye el EP demo llamado Sueños de invierno.
El EP estaba presentado con excelente arte gráfico a cargo de la fotógrafa Naela Vitureira (quien se convertiría en colaboradora asidua de la banda a partir de ese momento), demostrando una mayor profesionalización no solo en el sonido, sino en el empaque. Es también durante esta etapa que la banda comienza a experimentar con proyecciones de video acompañando sus presentaciones en vivo, en primera instancia sobre sus temas instrumentales. La primera presentación con proyecciones se llevó a cabo en el Teatro Florencio Sánchez, el 22 de septiembre de 2001, con unas selecciones muy amateur a cargo de MaGnUs, una labor que después llevaría a cabo por VJ Saurio, y hoy en día se encargan el colectivo de estencileros Elementum Crew.
Sueños de invierno recibió una difusión mayor a lo que habían recibido anteriores esfuerzos de La Teja Pride, lo que permitió, entre otras cosas, iniciar un vínculo con el sello uruguayo Bizarro Records. Tras un intercambio de correos electrónicos y encuentros informales con Andrés Sanabria, director artístico del sello, se llegó a un acuerdo. La banda produciría y grabaría un disco por su cuenta, mientras que Bizarro lo editaría y distribuiría. El disco fue denominado «Filosofías de Insomnio», y fue producido por Daniel Anselmi (conocido músico electrónico uruguayo, de la banda Amnios), lanzándose en septiembre de 2003.
La grabación del disco significó que la banda tuvo que revisar sus procesos creativos, en varios aspectos. Por un lado, la experiencia de trabajar con Anselmi rindió frutos, ya que no solo aportó una metodología de trabajo que sirvió para contrarrestar el caos de los procesos creativos de la banda, sino que sus aportes artísticos fueron significativos. También ingresaron nuevos miembros a la banda, primero Iván Krisman en bajo, y tras grabar y editar el disco, la mayoría de los músicos invitados que participación del mismo se incorporaron a las filas de la banda. Estos fueron Lorena Nader (voz), Daniel “Vampiro” Noble (guitarra eléctrica) y Coco Cáner (guitarra electro-acústica). Del disco también participaron viejos cómplices como Contra las Cuerdas y el Barragán, así como la ahora extinta banda de rock Kirlian.
Como proyecto aparte, la banda compone y ejecuta en vivo la música para la obra teatral “El Hueco”, escrita por Gabriel Peveroni y dirigida por María Dodera. Esta actividad les hace merecedores de un premio Florencio, el máximo galardón del teatro uruguayo. También durante este período, en el año 2004, la banda participa del segundo volumen de un tributo a Pablo Neruda, “Marinero En Tierra”, junto a artistas uruguayos como Jorge Drexler, Sordromo y Jorge Nasser, e internacionales como La Oreja de Van Gogh, Alex Ubago y Rubén Blades.

### Tiempos Modernos (2005-2006)
Tiempos Modernos fue el segundo álbum de la banda, y fue lanzado en septiembre de 2005. Su sonido fue claramente diferente a lo que el grupo venía haciendo hasta el momento. Las guitarras, que antes eran casi exclusivamente condimentos, ahora tomaban un rol protagónico, mientras el downtempo era dejado de lado y la fuerza de los MCs resurgía tras años de experimentación electrónica. Fueron literalmente mil las horas de estudio que llevó grabar y mezclar este álbum, con Daniel Anselmi nuevamente como productor, y Davich sentado junto el cada una de esas horas.
Los home studios también fueron dejados de lado, la impronta roquera requería un estudio de grabación profesional, recurriéndose al estudio Oasis. La alineación de la banda también cambio, con el regreso de DJ Irish, y la partida de Gezzio e Ismael Carnales.
Recorriendo el país con este álbum, La Teja Pride tocó en lugares tan diversos como discotecas, pubs, festivales, así como también en organizaciones sociales como sindicatos y ONG, algo que la banda siempre ha cultivado mucho, ya que sus letras, que contienen crítica social, están acompañadas por acciones concretas como estas presentaciones en apoyo a causas sociales. Entre otros proyectos secundarios, la banda remezcla el tema de la serie The Twilight Zone (La Dimensión Desconocida) para la cortina de cierre del programa de radio 'Perdidos en el éter'.
En 2005 colaboran con un bonus track en el disco "Corazón Underground" del artista español Meser con la canción El límite que contó con una gran difusión dentro del circuito Hip Hop en español en toda Latinoamérica y España dando a conocer la banda fuera de Uruguay.

### Efecto Dominó (2007-2008)
Poco a poco la banda fue retomando la idea del sound system, los DJs atrincherados que permiten el lanzamiento de los MCs a la victoria o a la noble derrota, con un micro en la mano y el beat sobre los hombros. Leonidas decidió encargarse también de las bandejas y samplers junto a DJ Irish, sin abandonar completamente el micrófono. El Barragán hace su entrada oficial a la banda, no solo como MC, sino apoyando a Davich como beatmaker. Mientras que Cáner y Noble abandonan la banda, Krisman permanece en el bajo, al igual que Lorena Nader en las voces (tras un periodo en Europa).
El tercer álbum de la banda, Efecto Dominó es lanzado en noviembre del 2007, y nuevamente presenta una evolución en el sonido del grupo, siendo una vez más producido por Daniel Anselmi. La ausencia de guitarras no sampleadas (aunque aparecen en varios temas) hace que los scratches, simples y baterías programadas vuelvan a tomar protagonismo, quizás a causa de la presencia de dos DJs.
Regresan las influencias marcadas del drum and bass y el down tempo, con nuevos sonidos como el reggae y la bossa nova. El discurso político, social, y hasta ecológico tiñe las letras, como era de esperarse, pero no estamos ante un trabajo repetitivo, todo lo contrario. Las temáticas, más allá de las mencionadas, evidencian un sentido de pertenencia a una comunidad global (y no globalizada), reflejada en una de las frases del primer track del disco: “historias de mil ciudades, y un solo barrio”.
Como es costumbre, no solo en banda, sino en el hip hop y la escena uruguaya sin distinción de estilos, el disco cuenta con invitados varios: Lys Gainza, Marcela Schenck, Santullo (ex L. Mental, antiguo miembro de Peyote Asesino y Kato), Cucaracha Sound System, y Luisa Pereira.
La Teja Pride, desde la edición de su primer disco de sello, se ha presentado en casi todo el Uruguay, logrando también marcar una presencia regional, tocando en Argentina (Buenos Aires, Santa Fe) y Brasil (Porto Alegre, Río de Janeiro).
En mayo del 2008 La Teja Pride obtuvo el premio a mejor disco pop, rock, alternativo de Uruguay en la última entrega de los Premios Graffiti y el Premio Iris a disco del año.

### Nómades (2009-actualidad)
En 2009 la banda edita su cuarto trabajo, Nómades, presentándolo en el año 2010. En este disco se continua la línea de trabajo implementada en el anterior, Efecto Dominó. Nómades consta de doce pistas, y si bien mantiene el rap como género central, los beats están fuertemente influenciados por otros ritmos, manteniendo, según la banda, el concepto de música para gozar con el cuerpo, de lo físico de su arte como centro en todas las composiciones. En marzo del 2010 la banda estrena el primer videoclip del disco, Portarse Mal.
En abril de 2011 estrenan el segundo videoclip del disco, del tema Abandonado. da cuenta de la fuerza con que la banda hace frente a las actuaciones en vivo. El 31 de diciembre de 2012 estrenan el tercer clip del disco, del tema Esquivando Penas.
Durante el año 2011 se pública el catálogo del Cluster de Música del Uruguay, en el que se incluyen los discos de la banda.

## Discografía

### LP
- 2003, Filosofías de insomnio (Bizarro Records 2897-2)
- 2005, Tiempos modernos (Bizarro Records 3317-2)
- 2007, Efecto dominó (Bizarro Records)
- 2009, Nómades (Bizarro Records)
- 2012, Las palabras y la tormenta (Bizarro Records)
- 2014, Rompecabezas (Bizzarro Records)
- 2015, Cazadores de Gigantes (Bizzarro Records)
- 2022, La forma del viento (Bizzarro Records)

### EP
- 1998, La Teja Pride EP (Independiente)
- 2002, Sueños de invierno (Independiente)
- 2009,Colección de pequeños errores y otras falacias rítmicas (Nota Negra)

### Colectivos
- 2001, Oeste Pro Funk (Independiente)
- 2004, Tributo a Neruda: Marinero en Tierra, volumen 2 (Bizarro Records)